# دهستان کوهپایه (بردسکن)
دهستان کوهپایه نام دهستانی در بخش مرکزی شهرستان بردسکن، استان خراسان رضوی در ایران است. مردم این منطقهٔ کوهستانی مانند شهرستان کوهسرخ به گویش کوهسرخی صحبت می‌کنند. مرکز این دهستان، روستای کبودان می‌باشد که در فاصله ۱۵ کیلومتری از شهر بردسکن قرار دارد. براساس سرشماری مرکز آمار ایران در سال ۱۳۹۵، جمعیت آن ۴٬۸۶۸ نفر (۱٬۸۷۱ خانوار) بوده است.

## روستاها
- آق‌مهدی
- آهوبم
- بیجورد
- خانقاه
- خمی
- خور
- خوشاب
- روشن‌آباد
- زروقت
- سربرج
- سنگ‌پیر
- سیر
- شمس‌آباد
- کاسف
- کبودان
- نظام‌آباد
- هدک